# Thelypteris repanda
Thelypteris repanda là một loài dương xỉ trong họ Thelypteridaceae. Loài này được C.V.Morton mô tả khoa học đầu tiên năm 1974.
Danh pháp khoa học của loài này chưa được làm sáng tỏ. 